# Antymonek galu
Antymonek galu (GaSb) – nieorganiczny związek chemiczny z grupy antymonków, połączenie galu i antymonu, półprzewodnik. Jego szerokość przerwy zabronionej wynosi 0,726 eV.

## Zastosowanie
Antymonek galu jest stosowany m.in. do produkcji:
- detektorów podczerwieni
- podczerwonych diod elektroluminescencyjnych
- laserów
- tranzystorów